# Тарбуга
Та́рбуга — река в Омской области России. Устье реки находится в 86 км от устья Оми по правому берегу. Длина реки составляет 38 км.
Река Тарбуга не имеет постоянного водотока и летом местами пересыхает. На реке стоят деревни Круглово, Кольцово, Юрьево, Спасское.

## Данные водного реестра
По данным государственного водного реестра России относится к Иртышскому бассейновому округу, водохозяйственный участок реки — Омь, речной подбассейн реки — Омь. Речной бассейн реки — Иртыш.